# David Mansfield
Pour les articles homonymes, voir Mansfield.
David Mansfield (né vers 1956) est un violoniste, joueur de mandoline, guitariste et compositeur américain.

## Biographie
Fils de Newton Mansfield, violoniste américain d'origine polonaise, ancien violoniste de l'Orchestre philharmonique de New York, il fut élevé dans le New Jersey et commença lui-même à apprendre le violon, mais s'intéressa aussi à tous les autres instruments à cordes.
À seize ans, il entra dans un groupe, les Quacky Duck And His Barnyard Friends, et à dix-huit il rejoignit celui de Bob Dylan pour quatre années. Il fit ensuite partie de l'Alpha Band aux côtés de T-Bone Burnett.
C'est à ce moment qu'il commença à composer, notamment pour le cinéma et la télévision. Sa première musique de film, pour La Porte du Paradis (1980) de Michael Cimino, fut très appréciée, malgré l'échec du film. Celle de l'Année du Dragon (1985) le fut également. Il travailla par la suite plus étroitement avec les réalisateurs Arturo Ripstein (il remporta le prix de la meilleure musique au festival de Venise pour Carmin profond en 1996) et Maggie Greenwald avec qui il est marié depuis 1993. Pour le film Songcatcher de cette dernière, il se pencha attentivement sur les musiques et les traditions des Indiens d'Amérique.
Il fut un des fondateurs du groupe Bruce Hornsby and The Range.

## Filmographie

### Cinéma
- 1980 : La Porte du paradis (Heaven's Gate) de Michael Cimino
- 1985 : L'Année du Dragon (Year of the Dragon)  de Michael Cimino
- 1986 : Club Paradis (Club Paradise) de Harold Ramis
- 1987 : Le Sicilien (The Sicilian)  de Michael Cimino
- 1989 : Miss Firecracker de Thomas Schlamme
- 1990 : La Maison des otages (Desperate Hours) de Michael Cimino
- 1991 : Passeport pour le futur de W.D. Richter
- 1993 : The Ballad of Little Jo de Maggie Greenwald
- 1993 : Me and Veronica de Don Scardino
- 1994 : Outlaws: The Legend of O.B. Taggart de Rupert Hitzig
- 1996 : Carmin profond (Profundo carmesí) d'Arturo Ripstein
- 1997 : Floating de William Roth
- 1997 : Le prédicateur (The Apostle) de Robert Duvall
- 1997 : Road Ends de Rick King
- 1998 : Divine
- 1998 : Dark Harbor d'Adam Coleman Howard
- 1999 : Libres comme le vent (Tumbleweeds) de Matthew Warren
- 1999 : Pas de lettre pour le colonel (El coronel no tiene quien le escriba) d'Arturo Ripstein
- 2000 : Songcatcher de Maggie Greenwald
- 2000 : Ropewalk de Matt Brown
- 2000 : Así es la vida... d'Arturo Ripstein
- 2000 : A Good Baby de Katherine Dieckmann
- 2002 : Les Divins Secrets (Divine Secrets of the Ya-Ya Sisterhood) de Callie Khouri
- 2003 : Flora's Garment Bursting Into Bloom de Kevin Baggott
- 2005 : Transamerica de Duncan Tucker
- 2006 : Stephanie Daley de Hilary Brougher
- 2006 : Diggers de Katherine Dieckmann
- 2006 : El carnaval de Sodoma d'Arturo Ripstein
- 2007 : Une histoire de famille
- 2008 : The Guitar (en) d'Amy Redford (en) d'Amy Redford
- 2011 : Certainty de Peter Askin
- 2011 : Las razones del corazón d'Arturo Ripstein
- 2013 : The Last Keepers de Maggie Greenwald

### Télévision

#### Téléfilm
- 1987 : Into the Homeland
- 1994 : David à la folie
- 1995 : A Dangerous Affair (en)
- 1995 : Truman
- 1995 : La Vérité en face
- 1995 : Un tramway nommé Désir (A Streetcar Named Desire)
- 1996 : Radiant City
- 1996 : L'Angoisse d'une mère (The People Next Door)
- 1996 : Suddenly
- 1997 : L'avocat du démon
- 1998 : Outrage
- 1990 : Great Books: The Right Stuff (documentaire)
- 2000 : Blanc comme l'enfer
- 2001 : Les Liens du cœur
- 2002 : Opération Walker
- 2003 : Une dernière volonté
- 2003 : Une seconde chance à Noël
- 2005 : Five Minutes, Mr. Welles (court-métrage)
- 2008 : I'm Dirty! (court-métrage)
- 2009 : Bonecrusher (documentaire)
- 2011 : Le Visage d'un prédateur
- 2012 : I'm Fast! (court-métrage)

#### Série télévisée
- 1986 : ABC Weekend Specials (épisode : The Mouse and the Motorcycle)
- 1991 : Les contes de la crypte (épisode : Dead Wait)
- 1992 : American Playhouse (épisode : Mrs. Cage)
- 1993 : Tribeca (épisode : The Box)
- 2006 : Broken Trail (épisodes : Part One, Part Two)
- 2006 : Les Mélodilous (The Backyardigans) (épisode : The Legend of the Volcano Sisters)